# Lacul Lala Mic
Lacul Lala Mic este un lac glaciar. Este localizat în Munții Rodnei, sub vârful Ineu. Din el izvorăște râul Lala, care se varsă în Lacul Lala Mare. Face parte din Rezervația mixtă „Ineu - Lala”.